# Jean-Pancrace Chastel

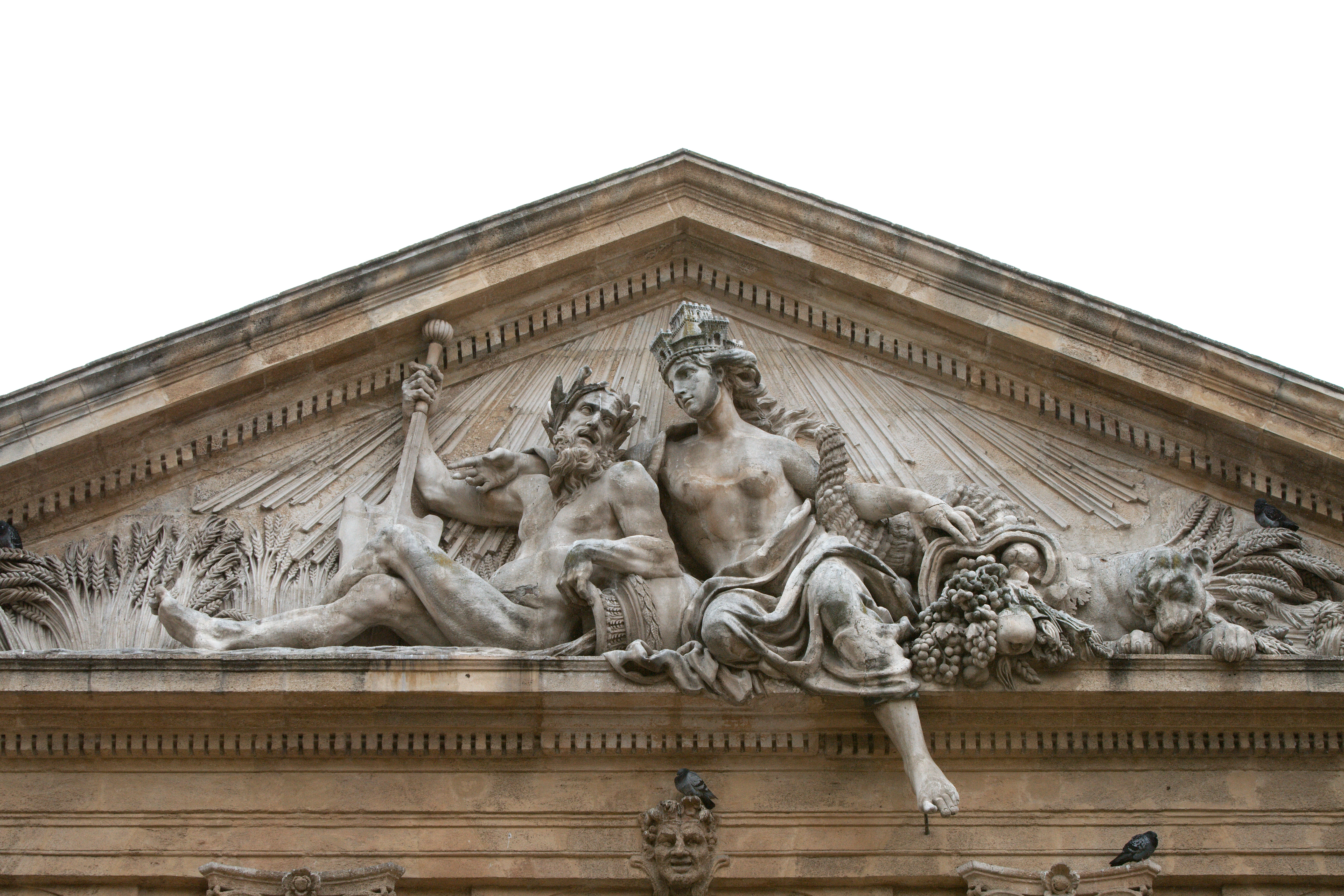
Frontón del almacén de Grano de Aix-en-Provence,
realizado por Jean-Pancrace Chastel.

Jean-Pancrace Chastel nacido en Aviñón el año 1726, fallecido en Aix-en-Provence el 30 de marzo de 1793, fue un escultor francés.

## Datos biográficos
Jean-Pancrace Chastel nació en Aviñón en 1726 e ingresó en 1745 como alumno del escultor Jean-Baptiste I Péru (1676 - 1744) en su ciudad natal, trasladándose después a Aix-en-Provence. Contrajo matrimonio el 29 de octubre de 1754 con Suzanne Touche con la que tuvo dos hijas: Marie Julie y Claire Marie. Viudo, contrajo segundas nupcias el 9 de julio de 1758 con Anne Granier que le dio un hijo, Jean Gaspard Hippolyte.
Trabajó en los hoteles particulares y los castillos de la región; fue el director de su propio taller en el que trabajaron obreros y aprendices a sus órdenes. Fue nombrado el año 1774 profesor de escultura en la recién inaugurada escuela de Aix-en-Provence. Conoció y entabló amistad con Joseph-Alphonse-Omer de Valbelle (fr) que le contrató para la decoración de su castillo en Tourves. La Revolución francesa le privó de su clientela aristócrata y de cualquier tipo de ingreso. Pobre y enfermo, falleció en el hospital de los Incurables el 30 de marzo de 1793, a los 67 años.

## Obras
Entre las mejores y más conocidas obras de Jean-Pancrace Chastel se incluyen las siguientes:
- el cenotafio de los Gueidan, realizado por encargo de Gaspard de Gueidan (fr), que representa a Guillaume II y se conserva en el Museo Granet.
- El bajorrelieve de la Eucaristía, en la catedral de Saint-Sauveur (fr) de Aix-en-Provence.[2]
- La fuente de la place des Prêcheurs en Aix-en-Provence.[3] 43°31′45″N 5°27′3″E / 43.52917, 5.45083
- El frontón del almacén de Granos (halle aux grains) de Aix-en-Provence. Las figuras alegóricas en altorrelieve, representan a los ríos Rhône y Durance bajo la figura de Cibeles.[4]
- Una Virgen en piedra de gres en el museo Granet.
- Las decoraciones del monumento realizado en el n° 8 del bulevar Pasteur en Aix-en-Provence por Joseph Sec (fr), carpintero y marchante de maderas, según algunos historiadores fueron esculpidas por J.-P. Chastel.[5] Según otros, como Michel Vovelle, parece imposible que Chastel pudiese contribuir a la edificación de este monumento realizado en el año 1792 dado que en ese momento el escultor estaba ingresado como enfermo incurable y paralítico en el hôpital Saint-Jacques ; es indiscutible que Joseph Sec conoció a J.-P. Chastel.[6]
- Los tres delfines de la fuente situada en la place Pierre Puget de Toulon obra del arquitecto Toscat.[7]
- La tumba  para su mecenas y protector el conde de Valbelle, uno de los más sobresalientes trabajos del artista que fue destruido.[8]

J.-P. Chastel trabajó en la restauración del puente de Flavio (fr) en Saint-Chamas : trabajó en este proyecto junto a un cantero de La Fare-les-Oliviers conocido como Tronc, reconstruyendo el arco del puente y posteriormente solo, realizó las esculturas de tres leones que faltaban de los cuatro que originalmente se alzaban en cada uno de los arcos del extremo del puente. Por esta última obra recibió la suma de 650 libras otorgadas el 22 de noviembre de 1764.

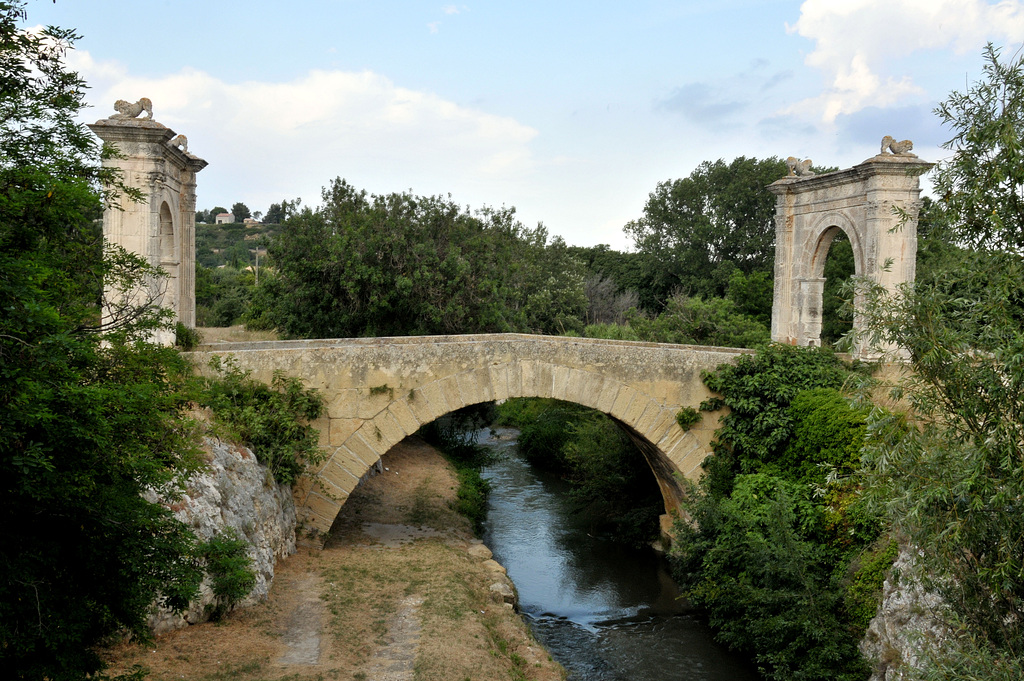
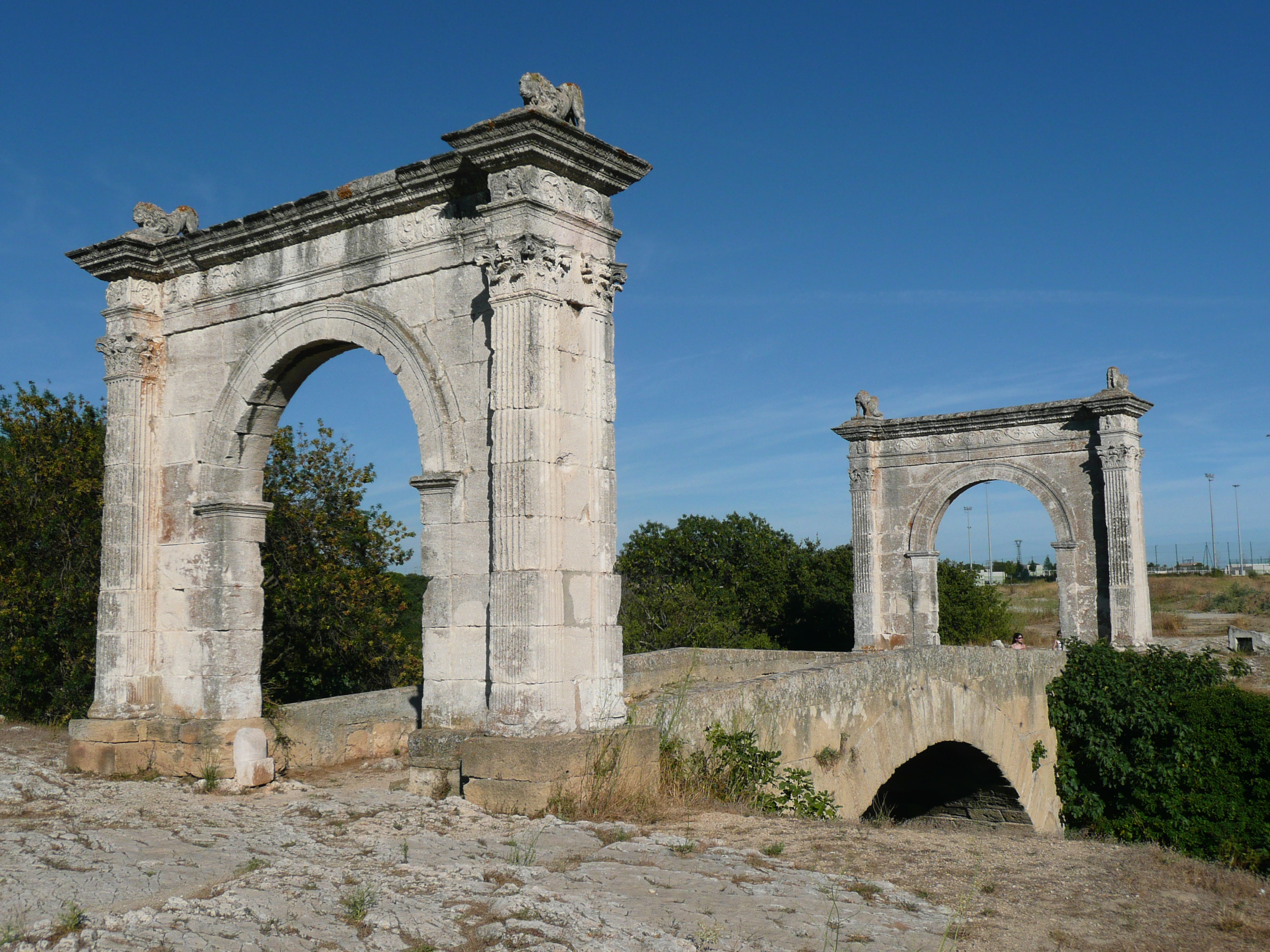
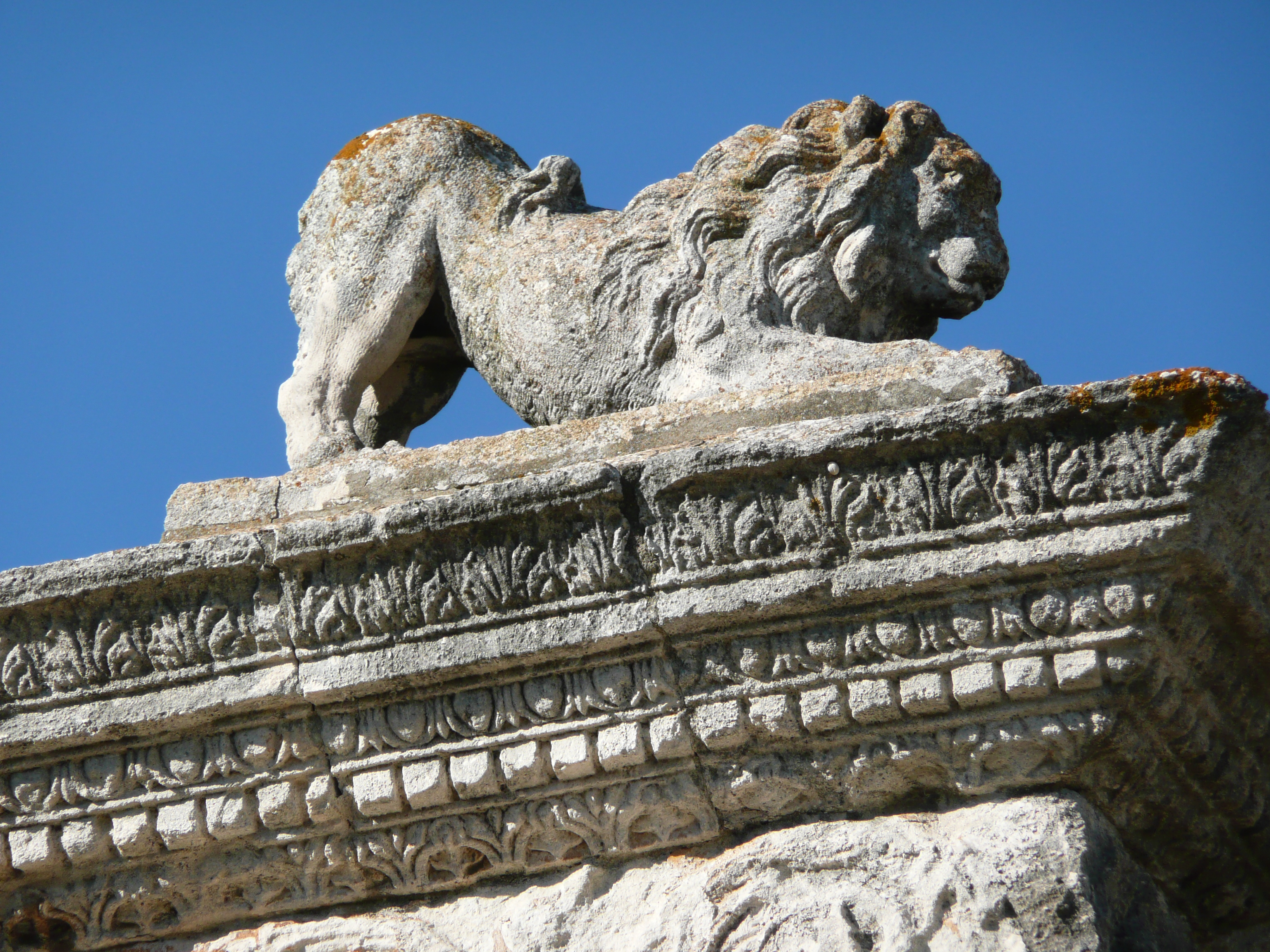
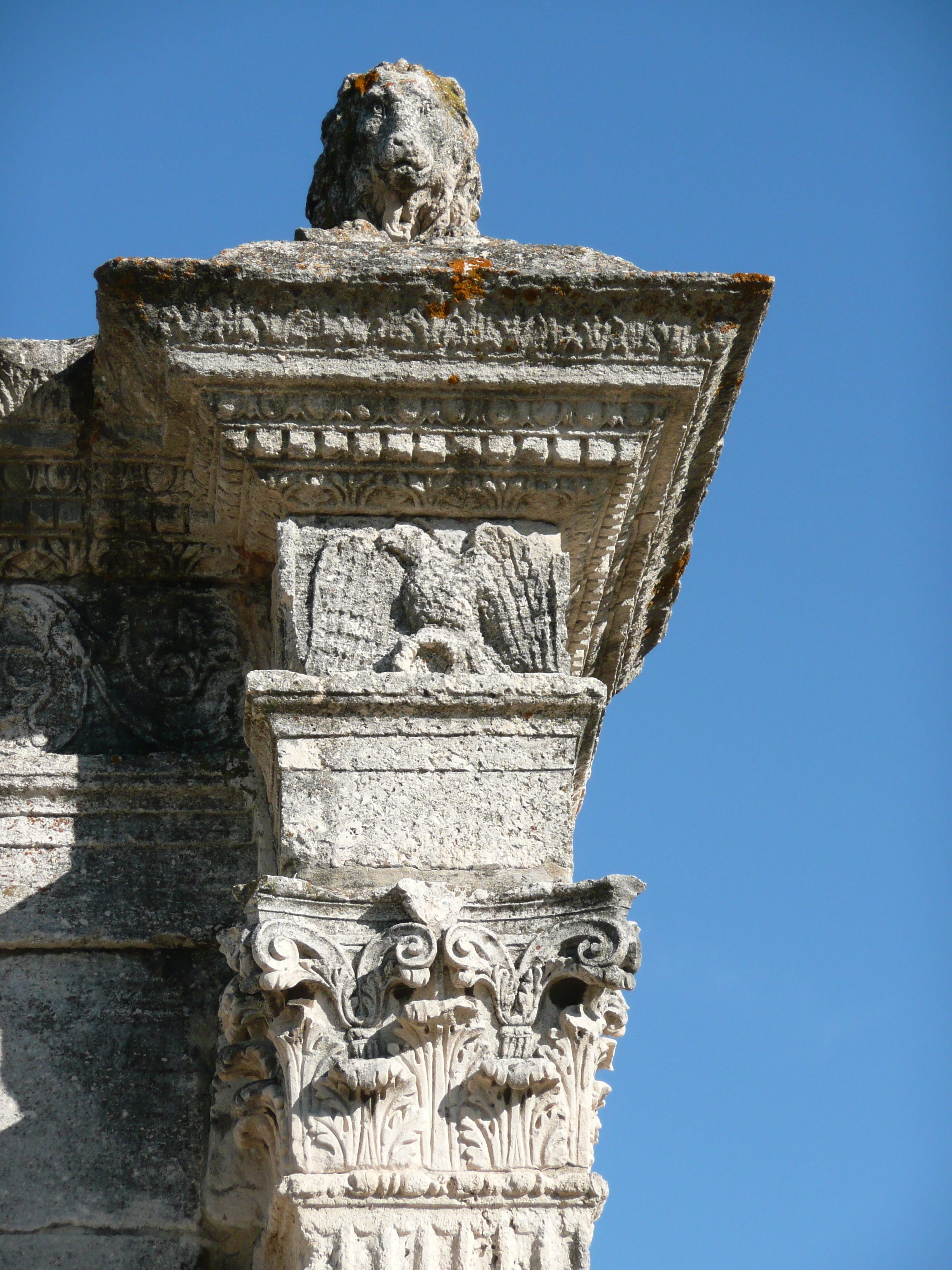

 Pulsar sobre la imagen para ampliar. 